# Luis Vicens
Luis Vicens Mestre, o Lluís Vicens Mestre en el original en catalán (Barcelona, 1904 - México DF, 1983) fue un intelectual y librero de origen catalán creador de la Filmoteca Colombiana.
Tras su infancia y juventud en Cataluña se instala en París, desde donde escribe crónicas sobre los estrenos cinematográficos de la época. También participa en diversas actividades cinematográficas, reuniones, y llega a aparecer como figurante en la película "Napoleón" (Abel Gance, 1927).
Probablemente tras la Guerra Civil Española (1936-1939) o ya entrados los años cincuenta se traslada a Barranquilla para después asentarse en Bogotá donde el 15 de marzo de 1946 contrae matrimonio con Natalia Torres Castro (Nancy Vicens) (Colombia, c. 1911-Ciudad de México, 19 de noviembre de 2003) y en donde desarrolla una tarea profesional como librero, al frente de la distribuidora Interlibros. Al mismo tiempo aparece como miembro ocasional del Grupo de Barranquilla y codirige en 1954, junto a Álvaro Cepeda Samudio, Enrique Grau Araújo y Gabriel García Márquez la película "La Langosta azul". En ese mismo año lidera la creación de la Filmoteca Colombiana. En 1962 participa junto a otros intelectuales colombianos en la fotografía "La última cena", de Hernán Díaz (fotógrafo).
A comienzos de los sesenta se instala en México DF, en el barrio de Coyoacán, donde vuelve a organizar reuniones y jornadas cinematográficas, promueve la revista "Nuevo cine" (1960-1961) y contribuye a crear la Cinemateca Luis Buñuel de la Casa de la Cultura de Puebla.
Falleció en 1983 en México DF.